# Лёгкая атлетика на летних Олимпийских играх 2020 — бег на 200 метров (женщины)
Соревнование в беге на 200 метров среди женщин на летних Олимпийских играх 2020 года проходили 2 и 3 августа 2021 года на Японском национальном стадионе. В соревнованиях приняли участие 42 спортсменки из 30 стран.
Олимпийская чемпионка Элейн Томпсон-Хера повторила достижение Рио 2016 выиграв в забеге 200 метров, а до этого стала двух кратной Олимпийской чемпионкой на спринтерской дистанции 100 метров. Эта золотая олимпийская медаль стала у неё четвертой. Серебряным призером стала молодая 18-летняя спортсменка Кристин Мбома. Она стала первой в Намибии женщиной, когда-либо завоевавшей олимпийскую медаль, и первой намибийской медалисткой с 1996 года. Бронзовая медаль у американки Габриэль Томас.

## Медалисты
| Золото                    | Серебро               | Бронза             |
| Элейн Томпсон-Хера Ямайка | Кристин Мбома Намибия | Габриэль Томас США |

## Ход турнира
Главным фаворитом турнира была действующая Олимпийская чемпионка Элейн Томпсон-Хера, которая набрала форму и защитила свой титул на 100 м тремя днями ранее. Конкуренцию ей составляли бегуньи стремящиеся взять реванш за прошедший финал на 100 метров — партнеры по сборной Ямайки Шелли-Энн Фрейзер-Прайс, Шерика Джексон и Мари-Жозе Та Лу из Кот-д'Ивуара. Выигравшая в США квалификационный отбор на Олимпиаду Габриэль Томас с результатом 20,61, которая стала мировым лидером со вторым результатом в истории забегов на 200 метров. Двумя неизвестными были молодые намибийские бегуньи Беатрис Масилинги и Кристин Мбома, которые в начале сезона бежали исключительные на 400 метров, но менее чем за месяц до Олимпиады им было запрещено участвовать на этой дистанцию из-за избыточного естественного тестостерона. Масилинги и Мбома были заявлены на соревнование в бег на 200 метров, потому что на этой дистанции нет ограничений по диапазону тестостерона..
В предварительных забегах первый выиграла Мари-Жозе Та Лу. Во втором забеге победила Томпсон-Хера, а Масилинги установила национальный рекорд, но уже четвертом забеге победила Мбома обновив рекорд Намибии и опередив Габриэль Томас. Удивительным в этом забеге был ужасный старт (худший результат на турнире) и разбег Мбомы. Сделанный Томас отрыв на первой половине гонки был закрыт, невероятной скоростью разогнавшейся Мбома во второй половине дистанции. В первом полуфинале вернувшаяся серебряная медалистка Олимпиады нидерландка Дафне Схипперс не смогла пройти квалификацию, в отличие от Шелли-Энн Фрейзер-Прайс и Масилинги. Во второй полуфинал стал репетицией финального забега новый личный рекорд установила Томпсон-Хера, но позади нее с превосходной максимальной скоростью оказалась Мбома, снова победив Томас, установив мировой рекорд среди юниоров — 21,97. Третий полуфинал выиграла Мари-Жозе Та Лу.
В финале превосходный старт показала Фрейзер-Прайс, что было предсказуемо, учитывая ее опыт, на разгоне не отставала от неё Томпсон-Хера. В отличие от ямайских бегуний Мбома замыкал забег вместе с Шоной Миллер-Уйбо и Масилинги. Выходя из поворота, Томас не много отставала от Фрейзер-Прайс и Томпсон-Херы. На прямой Томпсон-Хера ускорилась, а Томас медленно начала создавать небольшое преимущество перед Фрейзер-Прайс. И как на предыдущих забегах фантастическую скорость на финишной прямой показала Мбома, которая обгоняла четырех лучших спринтеров мира. Мбома обогнал Фрейзер-Прайс и Томас на десять метров и в третий раз обогнав Томас завоевывала серебро. Томас выиграл у Фрейзер-Прайс бронзу.

## История
Соревнование в беге на 200 метров среди женщин на Олимпийских играх 2020 года будет проводиться в 19 раз. Впервые было проведено в 1948 году.

## Квалификация
Квалификационный стандарт на Олимпийские игры 2020 для бегунов на 200 метров установлен 22,80 секунды. Стандарт был установлен с целью включения в турнир спортсменов выполнившие на квалификационных соревнованиях установленный норматив, но которые не смогли пройти квалификацию по итогам мирового рейтинга ИААФ. Мировые рейтинги, основанные на расчете среднего из пяти лучших результатов спортсмена за квалификационный период с учетом сложности уровня соревнований. Данные условия для отбора спортсменов использоваться, пока не будет достигнуто ограничение в 56.
Квалификационный период первоначально был установлен с 1 мая 2019 года по 29 июня 2020 года. Из -за пандемии коронавирусной инфекции в период с 6 апреля 2020 года по 30 ноября 2020 года соревнования был приостановлены и дата окончания продлена до 29 июня 2021 года. Дата начала квалификации по итогам мирового рейтинга также была изменена с 1 мая 2019 г. на 30 июня 2020 г. Спортсменки, выполнившие квалификационный стандарт в течение этого времени, были квалифицированы, а провести отбор по мировому рейтингу было не возможно из-за отсутствия легкоатлетических турниров. ИААФ изменил требование к расчету мирового рейтинга, включив соревнования как на открытом воздухе, так и в помещении, а также последний региональный чемпионат был засчитан, даже если он проведен не во время квалификационного периода.
Национальный олимпийский комитет (НОК) может заявить не более 3 квалифицированных спортсменов в забеге 200 метров. Если все спортсмены соответствуют начальному квалификационному стандарту или прошли квалификацию путем ранжирования мирового рейтинга в течение квалификационного периода. (Ограничение в 3 было введено на Олимпийском Конгрессе в 1930 г.)
25 бегунов прошли квалификацию по установленному нормативу; 13 — по позициям мирового рейтинга и 4 — НОК использовали свое универсальное место и ввели одного спортсмена, так как у них нет спортсменов, соответствующих стандарту входа на легкоатлетическое мероприятие — в беге на 200 метров среди женщин.

## Рекорды
Мировой и олимпийский рекорды до начала летних Олимпийских игр 2020 года:
| Мировой рекорд     | Флоренс Гриффит-Джойнер (USA) | 21,34 | Сеул | 29 сентября 1988 |
| Олимпийский рекорд | Флоренс Гриффит-Джойнер (USA) | 21,34 | Сеул | 29 сентября 1988 |

## Формат и календарь турнира
В соревнованиях по-прежнему использовался формат отборочных соревнований из трех основных раундов, введенный в 2012 году.
Время Олимпийских объектов местное (Япония, UTC+9)
| Дата                        | Время       | Раунд             |
| --------------------------- | ----------- | ----------------- |
| Понедельник, 2 августа 2021 | 09:00 19:00 | Раунд 1 Полуфинал |
| Вторник, 3 августа 2021     | 19:00       | Финал             |

## Результаты

### Раунд 1
Квалификационные правила: первые 3 в каждом забеге (Q) и дополнительно 3 с лучшими показанными результатами из всех забегов (q) проходят в полуфинал.

#### Забег 1
Ветер: 0,3 м/с
| Место | Дорожка | Спортсмен             | НОК               | Реакция на старте | Время | Примечание |
| ----- | ------- | --------------------- | ----------------- | ----------------- | ----- | ---------- |
| 1     | 6       | Мари-Жозе Та Лу       | Кот-д’Ивуар       | 0.170             | 22.30 | Q          |
| 2     | 3       | Шона Миллер-Уйбо      | Багамские Острова | 0.137             | 22.40 | Q          |
| 3     | 8       | Нзубети Грейс Нвокоча | Нигерия           | 0.156             | 22.47 | Q, PB      |
| 4     | 4       | Глория Хупер          | Италия            | 0.191             | 23.16 | Q, SB      |
| 5     | 2       | Ана Азеведо           | Бразилия          | 0.192             | 23.20 | SB         |
| 6     | 5       | Ольга Сафронова       | Казахстан         | 0.162             | 23.64 |            |

#### Забег 2
Ветер: 0,4 м/с
| Место | Дорожка | Спортсмен                  | НОК         | Реакция на старте | Время | Примечание |
| ----- | ------- | -------------------------- | ----------- | ----------------- | ----- | ---------- |
| 1     | 6       | Шелли-Энн Фрейзер-Прайс    | Ямайка      | 0.140             | 22.22 | Q          |
| 2     | 3       | Беатрис Масилинги          | Намибия     | 0.185             | 22.63 | Q, NR      |
| 3     | 2       | Дафне Схипперс             | Нидерланды  | 0.151             | 23.13 | Q          |
| 4     | 8       | Лиза-Мари Квайи            | Германия    | 0.169             | 23.14 | Q          |
| 5     | 7       | Рафаэла Спанудаки-Хацирига | Греция      | 0.131             | 23.16 | Q          |
| 6     | 4       | Люсия Морис                | Южный Судан | 0.149             | 25.24 |            |
| 7     | 5       | Наджма Парвин              | Пакистан    | 0.173             | 28.12 | SB         |

#### Забег 3
Ветер: -0,2 м/с
| Место | Дорожка | Спортсмен          | НОК       | Реакция на старте | Время | Примечание |
| ----- | ------- | ------------------ | --------- | ----------------- | ----- | ---------- |
| 1     | 8       | Муджинга Камбунджи | Швейцария | 0.129             | 22.26 | Q, =NR     |
| 2     | 5       | Анавиа Баттл       | США       | 0.129             | 22.54 | Q          |
| 3     | 4       | Гемима Джозеф      | Франция   | 0.153             | 22.94 | Q          |
| 4     | 7       | Яэль Бестуэ        | Испания   | 0.171             | 23.19 | PB         |
| 5     | 6       | Инна Ефтимова      | Болгария  | 0.141             | 23.42 |            |

#### Забег 4
Ветер: 0,7 м/с
| Место | Дорожка | Спортсмен                | НОК      | Реакция на старте | Время | Примечание   |
| ----- | ------- | ------------------------ | -------- | ----------------- | ----- | ------------ |
| 1     | 3       | Кристин Мбома            | Намибия  | 0.275             | 22.11 | Q, WU20R, NR |
| 2     | 2       | Габриэль Томас           | США      | 0.172             | 22.20 | Q            |
| 3     | 5       | Аминату Сейни            | Нигер    | 0.144             | 22.72 | Q, SB        |
| 4     | 8       | Рода Нджобву             | Замбия   | 0.145             | 23.33 |              |
| 5     | 6       | Джессика-Бьянка Вессолли | Германия | 0.176             | 23.41 |              |
| 6     | 4       | Витория Кристина Роза    | Бразилия | 0.187             | 23.59 |              |
| 7     | 7       | Дути Чанд                | Индия    | 0.140             | 23.85 | SB           |

#### Забег 5
Ветер: -0,3 м/с
| Место | Дорожка | Спортсмен          | НОК               | Реакция на старте | Время          | Примечание |
| ----- | ------- | ------------------ | ----------------- | ----------------- | -------------- | ---------- |
| 1     | 4       | Антоника Страчан   | Багамские Острова | 0.155             | 22.76          | Q, =SB     |
| 2     | 6       | Лорен Базоло       | Португалия        | 0.130             | 23.21          | Q          |
| 3     | 7       | Далия Каддари      | Италия            | 0.144             | 23.26 (23.251) | Q          |
| 4     | 2       | Шерика Джексон     | Ямайка            | 0.167             | 23.26 (23.255) |            |
| 5     | 3       | Ивет Лалова-Коллио | Болгария          | 0.158             | 23.39          | SB         |
| 6     | 5       | Шанти Перейра      | Сингапур          | 0.164             | 23.96          | SB         |

#### Забег 6
Ветер: 0,4 м/с
| Место | Дорожка | Спортсмен          | НОК            | Реакция на старте | Время | Примечание |
| ----- | ------- | ------------------ | -------------- | ----------------- | ----- | ---------- |
| 1     | 6       | Кристал Эммануэль  | Канада         | 0.157             | 22.74 | Q, SB      |
| 2     | 8       | Бет Доббин         | Великобритания | 0.136             | 22.78 | Q, =SB     |
| 3     | 5       | Элейн Томпсон-Хера | Ямайка         | 0.165             | 22.86 | Q          |
| 4     | 4       | Имке Вервет        | Бельгия        | 0.138             | 23.05 | Q, PB      |
| 5     | 7       | Фил Хили           | Ирландия       | 0.140             | 23.21 | SB         |

#### Забег 7
Ветер: 0,9 м/с
| Место | Дорожка | Спортсмен            | НОК        | Реакция на старте | Время | Примечание |
| ----- | ------- | -------------------- | ---------- | ----------------- | ----- | ---------- |
| 1     | 2       | Дженна Прандини      | США        | 0.163             | 22.56 | Q          |
| 2     | 6       | Джина Басс           | Гамбия     | 0.158             | 22.74 | Q          |
| 3     | 7       | Райли Дэй            | Австралия  | 0.155             | 22.94 | Q          |
| 4     | 5       | Майя Михалинец Зидар | Словения   | 0.145             | 23.62 | SB         |
| 5     | 4       | Кристина Кнотт       | Филиппины  | 0.133             | 23.80 |            |
| —     | 8       | Ямиле Самуэль        | Нидерланды |                   |       | DNS        |

### Полуфиналы
Квалификационные правила: первые 2 в каждом забеге (Q) и дополнительно 2 с лучшими показанными результатами из всех забегов (q) проходят в полуфинал.

#### Полуфинал 1
Ветер: 0,3 м/с
| Место | Дорожка | Спортсмен               | НОК               | Реакция на старте | Время          | Примечание |
| ----- | ------- | ----------------------- | ----------------- | ----------------- | -------------- | ---------- |
| 1     | 6       | Шелли-Энн Фрейзер-Прайс | Ямайка            | 0.143             | 22.13          | Q          |
| 2     | 4       | Беатрис Масилинги       | Намибия           | 0.181             | 22.40          | Q, PB      |
| 3     | 5       | Антоника Страчан        | Багамские Острова | 0.153             | 22.56 (22.551) | SB         |
| 4     | 9       | Райли Дэй               | Австралия         | 0.147             | 22.56 (22.557) | PB         |
| 5     | 7       | Дженна Прандини         | США               | 0.142             | 22.57          |            |
| 6     | 2       | Дафне Схипперс          | Нидерланды        | 0.151             | 23.03          |            |
| 7     | 8       | Лорен Базоло            | Португалия        | 0.138             | 23.20          |            |
| 8     | 3       | Лиза-Мари Квайи         | Германия          | 0.169             | 23.42          |            |

#### Полуфинал 2
Ветер: 0,3 м/с
| Место | Дорожка | Спортсмен                  | НОК            | Реакция на старте | Время | Примечание   |
| ----- | ------- | -------------------------- | -------------- | ----------------- | ----- | ------------ |
| 1     | 9       | Элейн Томпсон-Хера         | Ямайка         | 0.165             | 21.66 | Q, =PB       |
| 2     | 4       | Кристин Мбома              | Намибия        | 0.212             | 21.97 | Q, WU20R, AR |
| 3     | 6       | Габриэль Томас             | США            | 0.156             | 22.01 | Q            |
| 4     | 5       | Джина Басс                 | Гамбия         | 0.144             | 22.67 |              |
| 5     | 8       | Бет Доббин                 | Великобритания | 0.145             | 22.85 |              |
| 6     | 7       | Кристал Эммануэль          | Канада         | 0.166             | 23.05 |              |
| 7     | 2       | Гемима Джозеф              | Франция        | 0.168             | 23.19 |              |
| 8     | 1       | Глория Хупер               | Италия         | 0.197             | 23.28 |              |
| 9     | 3       | Рафаэла Спанудаки-Хацирига | Греция         | 0.117             | 23.38 |              |

#### Полуфинал 3
Ветер: 0,1 м/с
| Место | Дорожка | Спортсмен             | НОК               | Реакция на старте | Время | Примечание |
| ----- | ------- | --------------------- | ----------------- | ----------------- | ----- | ---------- |
| 1     | 6       | Мари-Жозе Та Лу       | Кот-д’Ивуар       | 0.178             | 22.11 | Q, SB      |
| 2     | 5       | Шона Миллер-Уйбо      | Багамские Острова | 0.154             | 22.14 | Q          |
| 3     | 7       | Муджинга Камбунджи    | Швейцария         | 0.139             | 22.26 | Q, =NR     |
| 4     | 9       | Нзубети Грейс Нвокоча | Нигерия           | 0.172             | 22.47 | =PB        |
| 5     | 8       | Аминату Сейни         | Нигер             | 0.156             | 22.54 | NR         |
| 6     | 4       | Анавиа Баттл          | США               | 0.167             | 23.02 |            |
| 7     | 2       | Имке Вервет           | Бельгия           | 0.139             | 23.31 |            |
| 8     | 3       | Далия Каддари         | Италия            | 0.134             | 23.41 |            |

### Финал
Ветер: 0,8 м/с
| Место | Дорожка | Спортсмен               | НОК               | Реакция на старте | Время | Примечание |
| ----- | ------- | ----------------------- | ----------------- | ----------------- | ----- | ---------- |
| 1     | 7       | Элейн Томпсон-Хера      | Ямайка            | 0.173             | 21.53 | NR         |
| 2     | 5       | Кристин Мбома           | Намибия           | 0.169             | 21.81 | WU20R, AR  |
| 3     | 3       | Габриэль Томас          | США               | 0.159             | 21.87 |            |
| 4     | 4       | Шелли-Энн Фрейзер-Прайс | Ямайка            | 0.141             | 21.94 |            |
| 5     | 6       | Мари-Жозе Та Лу         | Кот-д’Ивуар       | 0.150             | 22.27 |            |
| 6     | 8       | Беатрис Масилинги       | Намибия           | 0.166             | 22.28 | PB         |
| 7     | 2       | Муджинга Камбунджи      | Швейцария         | 0.147             | 22.30 |            |
| 8     | 9       | Шона Миллер-Уйбо        | Багамские Острова | 0.145             | 24.00 |            |